# Peugeot 403
Peugeot 403 — среднеразмерный автомобиль, выпускавшийся Peugeot с 1955 по 1966 год. Всего было выпущено 1 214 126 автомобилей.

## История
Модель 403 с кузовом седан дебютировала 20 апреля 1955 года в дворце Трокадеро (Trocadéro Palace) в Париже. По объёму двигателя автомобиль попадал в налоговый класс 8 CV, располагаясь ниже Citroën Traction Avant класса 11 CV, но находясь классом выше небольших автомобилей, выпускавшихся конкурентами.
Впоследствии цвет ламп на задних стойках «светофорного» типа был заменён на единообразный. В 1957 году изменены передние фары для соответствия новым стандартам, а также обновлены стеклоочистители ветрового стекла.
До 1958 года на капоте автомобиля крепилась выступающая вперёд хромированная эмблема Peugeot в виде головы льва, однако начиная с 1959 года, по соображениям безопасности, вместо этой травмоопасной детали начали устанавливать сглаженный молдинг.

## Кузов
Дизайн кузова разработан итальянской фирмой «Pininfarina». Кузов — понтонного типа, трёхобъёмный.

## Двигатель
Первоначально 403 оснащались бензиновыми двигателями Peugeot 203 объёмом 1290 см³. В дальнейшем его сменил рядный 4-цилиндровый мотор объёмом 1468 см³ мощностью 65 л. с. (48 кВт) при 5000 об/мин. Интересной особенностью данного двигателя являлся термостат, включавшийся при температуре менее 75 °C и выключавшийся при температуре более 84 °C. Он позволял уменьшить расход топлива от 5 до 10 % в зависимости от средней скорости движения и предотвращал шум.
Peugeot 403 с дизельными двигателями введены осенью 1958 года, являясь пионерами в будущей линии дизельных машин Peugeot.
В 1960 году комплектация «403 Berline Luxe» получила модифицированный двигатель 203 объёмом 1290 см³ с мощностью 47 л. с. Автомобиль получил налоговой класс 7CV во Франции.

## Трансмиссия
Модель 403 оснащалась 4-ступенчатой полностью синхронизированной механической трансмиссией с задним приводом. Рычаг переключения передач располагался с правой стороны рулевой колонки.
На Парижском автосалоне 1957 года представлено автоматическое сцепление «Jaeger», включающееся при переключении передач и устанавливающееся за дополнительную плату.

## Типы кузовов
Для версий «Familiale» и «Commerciale» универсала 403 колёсная база была увеличена на 21 см. «Familiale» имела дополнительный третий ряд сидений; таким образом, число сидячих место увеличивалось до 7/8. «Commerciale», напротив, имела традиционную конфигурацию — только два ряда сидений. Удлинённые универсалы также имели усиленную заднюю подвеску.
Версия с кузовом 2-дверный кабриолет имела роскошный интерьер и кожаную обивку салона. В 1958 году кабриолет стоил на 80 % дороже, чем седан начального уровня «Berline Grand Luxe». В связи с высокой стоимостью кабриолетов произведено гораздо меньше, чем моделей с другими кузовами. Кабриолет снимался в качестве автомобиля лейтенанта Коломбо. Весной 1961 года выпуск кабриолетов 403 был прекращён, им на смену пришла модель 404 с кузовом аналогичного типа.

## Окончание производства
В 1960 году вводится модель Peugeot 404, которая окончательно полностью сменяет 403 в 1966 году.

## Галерея

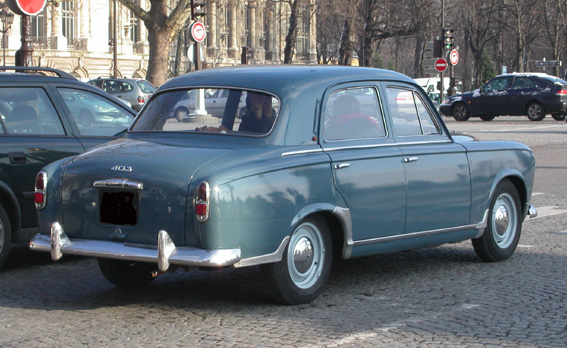
Peugeot 403 седан
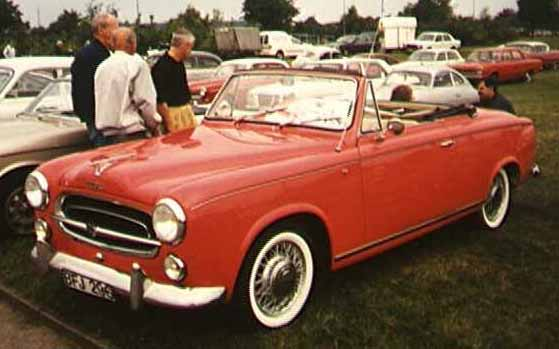
Peugeot 403 кабриолет
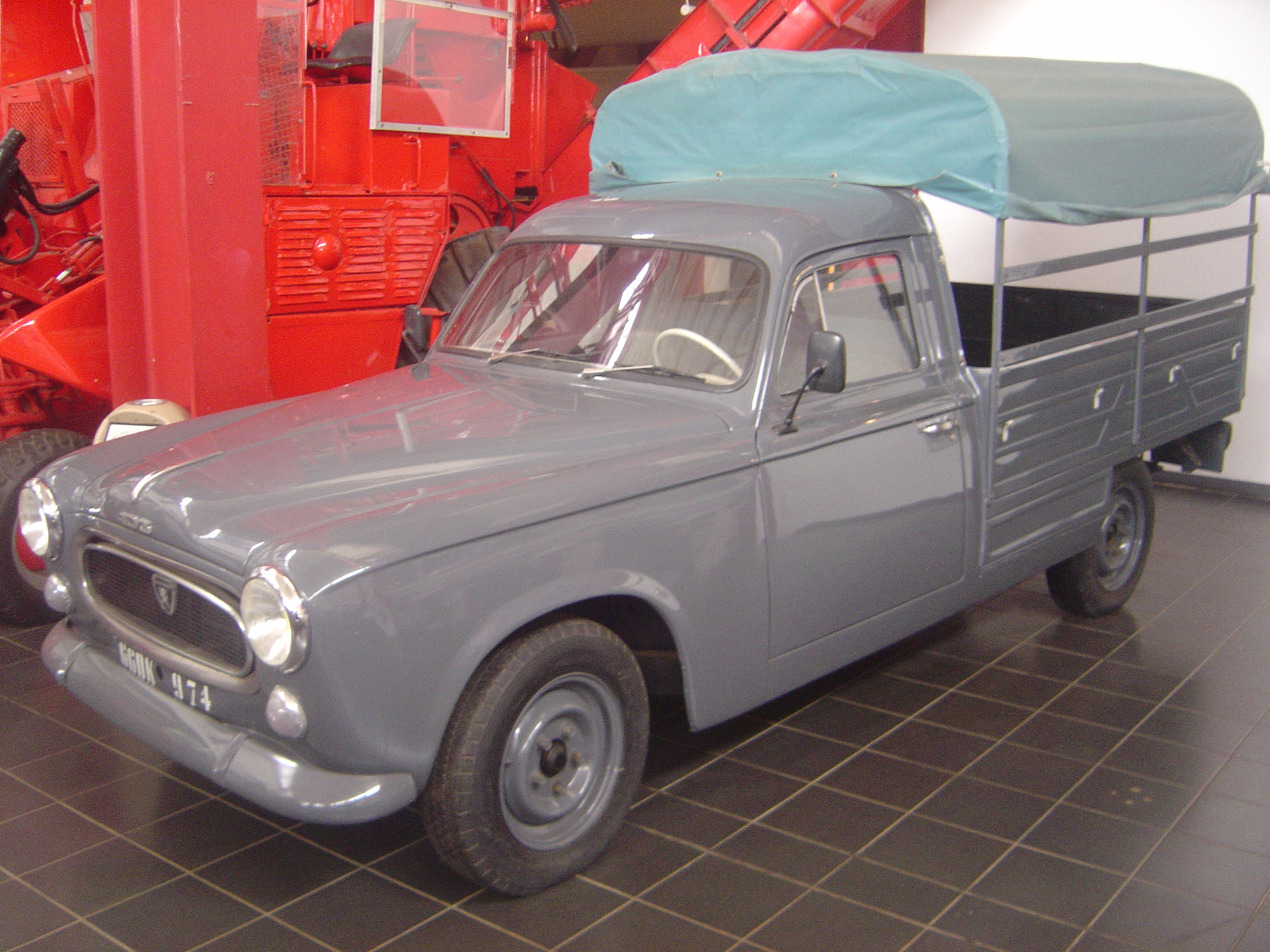
Peugeot 403 пикап
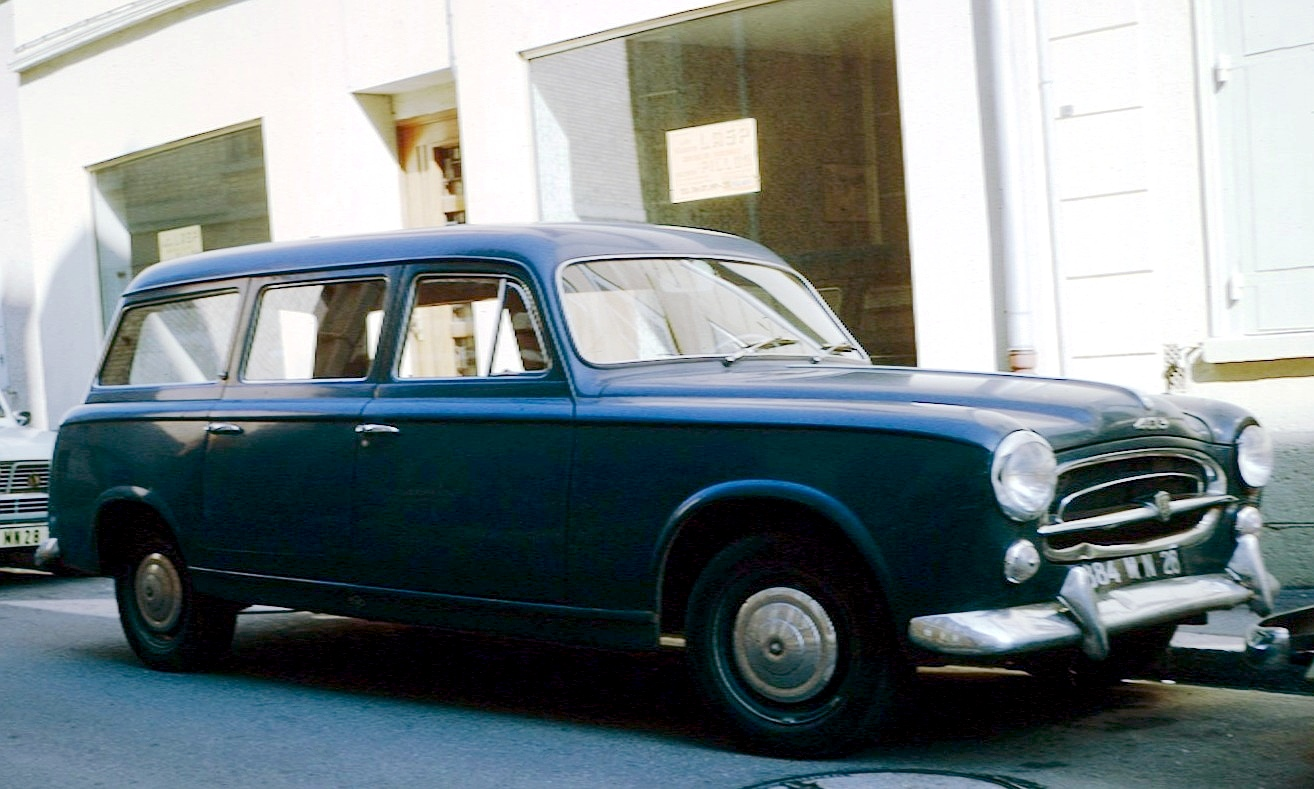
Peugeot 403 универсал
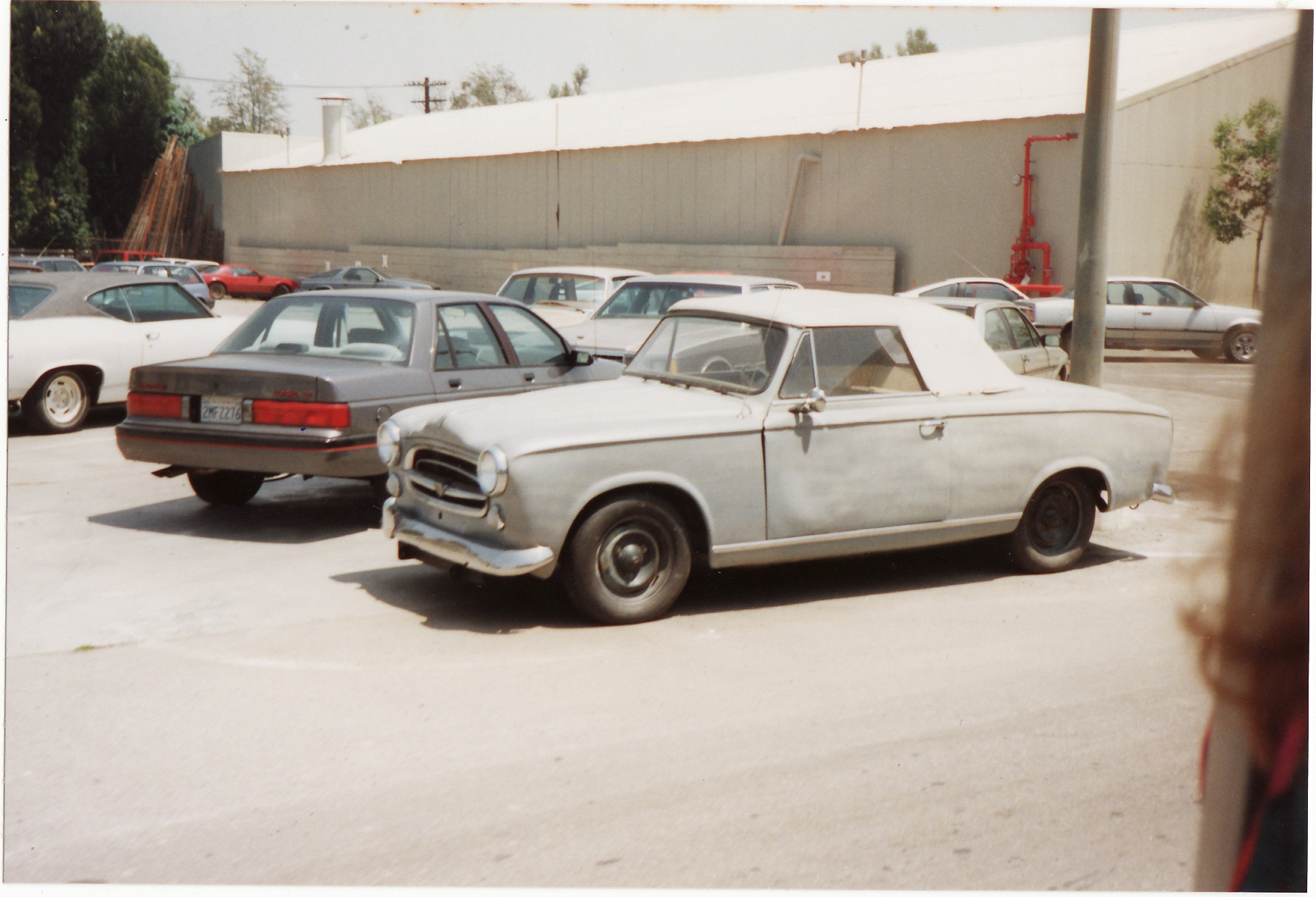
Кабриолет Peugeot 403 лейтенанта Коломбо